# Séderon
Séderon é uma comuna francesa na região administrativa de Auvérnia-Ródano-Alpes, no departamento de Drôme. Estende-se por uma área de 20,30 km². Em 2010 a comuna tinha 265 habitantes (densidade: 13,1 hab./km²).